# Conkeror
Conkeror — лёгкий веб-браузер на основе движка Gecko (ранее был реализован как расширение для Mozilla Firefox, теперь является самостоятельным приложением на базе XULRunner), делающий ставку на клавиатурную навигацию. Использует способы навигации по веб-страницам, выработанные текстовыми браузерами (например, Lynx), и использует клавиатурные сокращения редактора Emacs.